# Kursujärvi (Junosuando socken, Norrbotten)
Kursujärvi är en sjö i Pajala kommun i Norrbotten och ingår i Torneälvens huvudavrinningsområde.